# Японский «Тигр»
В 1943 году Япония приобрела у нацистской Германии для изучения четыре танка, среди которых был и тяжёлый танк PzKpfw VI Ausf. E «Tiger I». Машины должны были послужить образцами для проектирования перспективных японских танков.

## Предпосылки
Несмотря на проявлявшийся у руководства японской армии интерес к бронетехнике, выражавшийся в закупке и изучении иностранных образцов и формирование собственной танкостроительной школы, наблюдалось заметное отставание Японии от ведущих танкостроительных держав. Виной тому был ряд обстоятельств:
- Основным противником Японии на протяжении 1930-х годов был Китай и его Национально-Революционная Армия. Несмотря на помощь со стороны СССР, а затем стран Запада, Китай ощущал острую нехватку современных танков и опытных экипажей, поэтому боевой мощи японских танков, наподобие «Чи-Ха» и «Ха-Го», было вполне достаточно для боёв с китайцами.

- Развитие японского танкостроения тормозилось нехваткой финансирования, вызванной пренебрежением к танковым силам, которые так и остались до конца войны средствами поддержки пехоты и не были выделены в отдельный род войск. Кроме того, сказывалась экономическая отсталость Японии и постоянная нехватка ресурсов, вследствие чего приоритет отдавался флоту и авиации, которые должны были обеспечить господство Японии на Тихом океане.[4]

- После начала войны со странами Запада, основные боевые действия развернулись на островах. Из-за этого, перевозка тяжёлых по массе машин и соответствующей обслуживающей инфраструктуры была затруднительна, что накладывало свой отпечаток на массу и иные характеристики японских танков. Кроме того, применение танков в условиях джунглей, как на Новой Гвинее и в Бирме, было затруднительно.[5] Одновременно с этим, наиболее серьёзным противником японских танков на начальном этапе Тихоокеанской кампании были американские лёгкие танки М2 «Стюарт», с которыми японские машины могли сражаться на равных.

В декабре 1941 года Япония развернула боевые действия против США и Великобритании. На начальном этапе войны, японцы захватили Филиппины, Голландскую Ост-Индию, частично завоевали Новую Гвинею, вторглись в Бирму. На захваченных островах японцы обустраивали настоящие крепости.
После поражений в битвах за Гуадалканал, Мидуэй и не сумев захватить Новую Гвинею, Япония лишилась стратегической инициативы в войне. Действуя в рамках стратегии «прыжков с острова на остров», англо-американские войска обходили хорошо укреплённые опорные пункты японцев и концентрировали силы на захвате стратегически важных островов, которые не были хорошо защищены, но открывали путь к основным островам Японии.
Военное руководство Японии осознавало, что для противостояния возможному вторжению на их острова имевшихся танков, в большинстве своём уже устаревших, было недостаточно. В то же время, Япония уже не имела сил и ресурсов для производства новых машин, способных бороться с современными американскими и британскими боевыми машинами. В этой ситуации, было принято решение обратиться за помощью к Германии с целью получить документацию и образцы современных немецких танков.

## Переговоры и приобретение

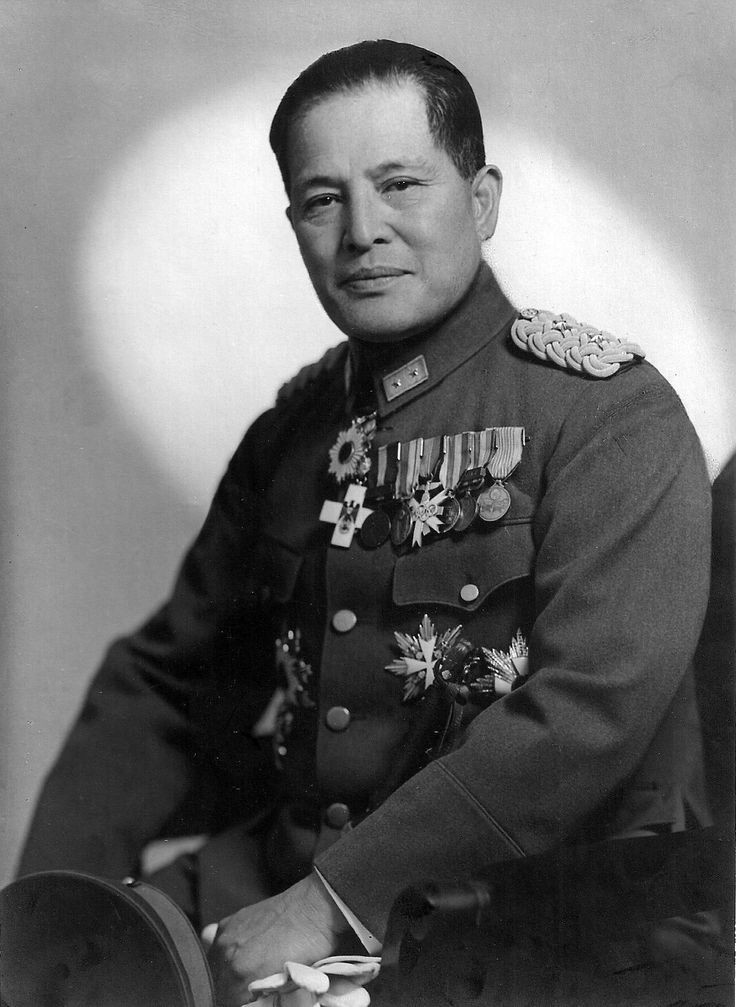
Генерал-лейтенант барон Хироси Осима

7 июня 1943 года японский посол в Германии генерал Осима наблюдал под Ленинградом боевые действия 502-го тяжёлого танкового батальона, затем посетил фирму Henschel и танковый полигон, где «Тигры» проходили заводские испытания. Вскоре фирма получила указание передать японцам два комплекта документации, переснятой на микроплёнку.
Кроме документации, японцы собирались приобрести и танки: один «Тигр», одну «Пантеру» и два PzKpfw III моделей N и J. Себестоимость полностью комплектного «Тигра» (а именно в таком виде его хотели получить японцы) с 92 артвыстрелами, 4500 патронами к пулемётам, 192 — к пистолету-пулемёту, радиостанцией и оптикой, обходился вермахту в 300 тыс. рейхсмарок. Министерство вооружения и компания «Хеншель» запросили за танк в два раза больше стандартной цены — 645 тысяч (в эту сумму входила и стоимость разборки и упаковки).
Главной сложностью была доставка. Вариант с перевозкой на надводном судне был отвергнут сразу: союзники господствовали на Средиземном море и в Атлантике, кроме того, в Тихом океане активно действовали американские подводные лодки. Решение было найдено в перевозке боевой машины на субмарине, однако ни одна германская подлодка не могла выдержать 30-тонный корпус «Тигра».
Тем не менее, 14 октября 1943 года танк отправили в Бордо. В феврале 1944 года японцы осуществили платёж, и танк официально стал принадлежать Японии, но вопрос о доставке так и не был решён. После высадки союзников в Нормандии, Германия оказалась в тяжёлом положении и 21 сентября 1944 года, решением Главного командования сухопутных войск немцы взяли японский «Тигр» в аренду (по другим источникам — реквизировали) и передали в действующую армию.